# Али Адил-шах
Адил-шах, Али Кули Хан Афшар (азерб. Adil şah) (1719—1749) — наместник Мешхеда (1737—1747), второй шах Ирана из династии Афшаридов (1747—1748), сын Ибрагим-хана (ум. 1738), беглербека Азербайджана, старшего брата Надир-шаха.

## Биография
Родился в 1719 году в провинции Хорасан. Старший сын Ибрагим-хана (ок. 1671—1738), наместника Азербайджана и брата Надир-шаха, шаха Персии. Его матерью была первая жена Ибрагим-хана, дочь Таухид Хана Султана Афшара.
В 1737 году Надир-шах назначил своего племянника Али-мирзу (Али-Кули-хана) наместником Мешхеда. В 1743-1747 годах Али-Кули-хан командовал войсками при подавлении восстаний зидов в Курдистане, узбеков и каракалпаков в Хорезме и Систане. В апреле 1747 года Надир-шах назначил своего племянника Али-Кули-хана наместником в Систане и отправил его на подавление восстания в этой провинции. Однако Али-Кули-хан вскоре перешел на сторону мятежников. В июне 1747 года сам Надир-шах во главе армии выступил на подавление восстания в Систане. Однако 20 июня 1747 года в Хабушане (Хорасан) Надир-шах был убит своими военачальниками-заговорщиками.
После смерти Надир-шаха крупные персидские военачальники и вельможи собрались для избрания нового шаха. Их выбор пал на систанского наместника Али-Кули-хана, племянника Надир-шаха. Новоизбранный шах объявил в своем манифесте, что Надир-шах был убит по его приказу. В июле 1747 года Али-Кули-хан прибыл в Исфахан, где занял шахский престол под именем Адил-шаха. Адил-шах отменил все налоги, введенные Надир-шахом, и приказал вернуть имущество, конфискованное по приказу его дяди.
Чтобы избавиться от возможных претендентов на престол, Адил-шах решил расправиться с сыновьями и внуками Надир-шаха. В Келате был убит слепой Реза Кули-мирза, старший сын Надир-шаха, вместе со своими 13 сыновьями. В Мешхеде по приказу Адил-шаха был казнен Насрулла-мирза, второй сын Надир-шаха, вместе со своими сыновьями. Смог уцелеть только 14-летний Шахрух, сын Реза-Кули-мирзы. Многие ближайшие сподвижники Надир-шаха были казнены и заключены в тюрьмы.
В 1747 году после смерти Надир-шаха тюркское племя каджаров в Мазандаране подняло восстание. Во главе восставших находился Мохаммад Хасан-хан (1715—1758), беглербег Астрабада, Горгана, Мазандарана и Гиляна. Новый персидский шах Адил-шах (1747—1748) с войском выступил в Мазандаран и подавил восстание каджаров. Ага Мохаммед Шах Каджар, старший сын Мохаммад Хасан-хана, был взят в плен Адиль-шахом и по его приказу кастрирован.
В следующем 1748 году против Адил-шаха выступил его старший брат Ибрагим-хан, наместник Исфахана. На его сторону перешли Амир Аслан-хан, сардар Азербайджана, и многие другие персидские сановники, недовольные правлением Адил-шаха.
В июне 1748 года между братьями произошло решающее сражение в местечке Саман-архы в Иранском Азербайджане. Во время сражения многие воины Адил-шаха перешли на сторону его брата Ибрагима, который одержал победу. Адил-шах был разгромлен и бежал в Тегеран. Сторонники Ибрагима схватили и ослепили Адил-шаха. 20 мая 1749 года Адил-шах был казнен в Мешхеде.

## Семья
Адил-шах был женат четыре раза. В 1736 году в Мешхеде (Хорасан) он женился первым браком на Зейнаб ун-ниссе Бегум, дочери Мирзы Саида Мухаммада Али аль-Хусейни Аль-Мараши, губернатора Казвина. Вторым браком в декабре 1736/январе 1737 года Али-Кули-хан женился на грузинской царевне Кетеван, дочери царя Картли и Кахети Теймураза II. В октябре 1740 года в Чарджуи (Бухара) он в третий раз женился на дочери бухарского хана Абулфейз-хана. До 1749 года Адил-шах в четвертый раз женился на дочери царя Кахетии  Давида II. У Адил-шаха было семь детей (из которых двое сыновей были похоронены заживо по приказу его дяди Надир-шаха, а трое других убиты Шахрохом).